# Cathédrale Saint-Jacques de Chicago
Cette  cathédrale ne doit pas être confondue avec une autre cathédrale de Chicago.
 D’autres cathédrales portent le nom de cathédrale Saint-Jacques.
La cathédrale Saint-Jacques de Chicago (en anglais : Cathedral of Saint James) est un sanctuaire épiscopalien établi dans la ville de Chicago, troisième plus grande ville des États-Unis située au nord-est de l'État de l'Illinois. Elle est l'église-mère du diocèse épiscopalien de Chicago depuis 1955. La cathédrale Saint-Jacques se trouve dans le secteur de Near North Side, dans le centre-ville de Chicago.
Le sanctuaire actuel, édifié en 1857, fut remanié peu avant que ne se déclenche le Grand incendie de Chicago. Bien que considérablement ravagé par celui-ci, elle put être restaurée à partir de 1872. De ce fait, elle est l'un des plus anciens édifices de la ville.
Située à proximité de la cathédrale catholique du Saint-Nom, elle forme le « Cathedral District » qui est un quartier historique de Chicago. L'adresse de la cathédrale se trouve au 65 Huron Street.

## Historique
L'histoire de la cathédrale se confond avec celle de la première congrégation épiscopalienne de la ville de Chicago. Celle-ci est fondée le 12 octobre 1834 à l'initiative d'un entrepreneur nommé John H. Kinzie et de son épouse, Juliette. Quelques mois plus tard débute sous leur impulsion la construction d'une première chapelle, placée sous la protection de Saint Jacques. Cet édifice en brique est achevé en 1837.
La paroisse Saint-Jacques ne cesse de croître au point de devenir l'une des plus importantes de la ville à l'orée des années 1850. Afin de répondre à l'afflux de fidèles, la congrégation décide de collecter des fonds afin d'édifier une nouvelle église. Un terrain situé à la jonction de Wabash Avenue (alors connue sous le nom de Cass Avenue) et de Huron Street est acquis à cet effet. Dès 1857, une vaste église en pierre s'y élève. En 1860, l'église accueille le président Abraham Lincoln. Celui-ci vient s'y recueillir le jour même de son élection à la présidence des États-Unis (6 novembre 1860). Dix ans plus tard, en 1870, le sanctuaire est de nouveau agrandi et embelli.
L'année suivante éclate le terrible incendie de Chicago. Au matin du 8 octobre 1871, la ville est en flamme. L'église Saint-Jacques n'est pas épargnée par le sinistre : à l'issue de celui-ci, seuls subsistent les murs et le clocher. Dans le même temps, nombre de familles se retrouvent sans-abris. Dans les mois qui suivent la catastrophe, des fonds sont levés dans tout le pays pour reconstruire logements et édifices publics et religieux. L'église Saint-Jacques est rebâtie à l'identique et de nouveau ouverte au culte en 1875, quatre ans et un jour après le sinistre.
En 1883 est créé au sein de la paroisse la fraternité de Saint André (Brotherhood of Saint Andrew), chargée d'actions missionnaires et évangéliques dans le cadre de la communion anglicane. La chapelle Saint-André, dessinée par l'architecte Bertram Goodhue au début du XXe siècle, perpétue le souvenir de son fondateur, James L. Houghteling.
En 1921, un incendie détruit la cathédrale Saint-Pierre-et-Saint-Paul, jusqu'alors siège du diocèse épiscopalien.

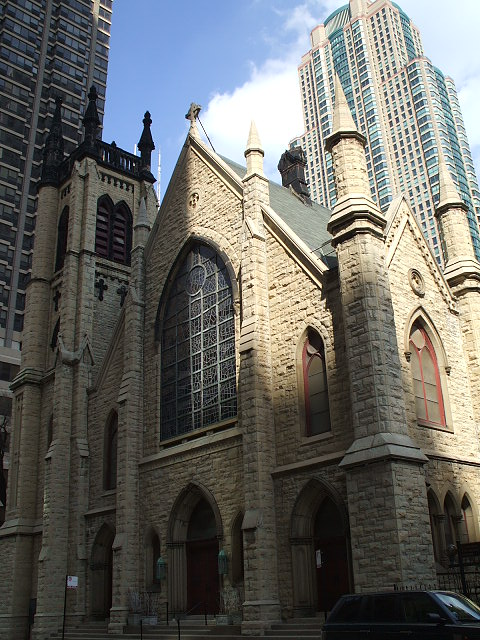
La cathédrale Saint-Jacques.

Tandis que l'évêque Charles Anderson réfléchit à l'opportunité d'édifier ou non une nouvelle cathédrale, l'église Saint-Jacques est nommée cathédrale à titre temporaire (pro-cathédrale). Cependant, alors que le pays est frappé par la Grande Dépression, l'évêché choisit la prudence et rejette les onéreux projets de reconstruction qui lui sont proposés.
En 1930, le nouvel évêque de Chicago George Craig Stewart décide de faire de l'église Saint-Luc d'Evanston sa nouvelle pro-cathédrale.
Dans les années de l'immédiat après-guerre, la question du choix définitif d'une cathédrale pour le diocèse est de nouveau posée, certains fidèles jugeant plus normal l'établissement du siège épiscopal en centre-ville.
Après une série de débats, la question est finalement tranchée par l'évêque Gerald Burrill : Saint-Jacques devient officiellement cathédrale de l'évêché épiscopalien de Chicago en 1955.
Dans le courant des années 1960, la cathédrale est réaménagée dans le goût du temps, ce qui ne va pas sans causer quelques polémiques. Celles-ci conduisent à une campagne de restauration dans les années 1980, afin de redonner à l'édifice son cachet originel.

## Architecture

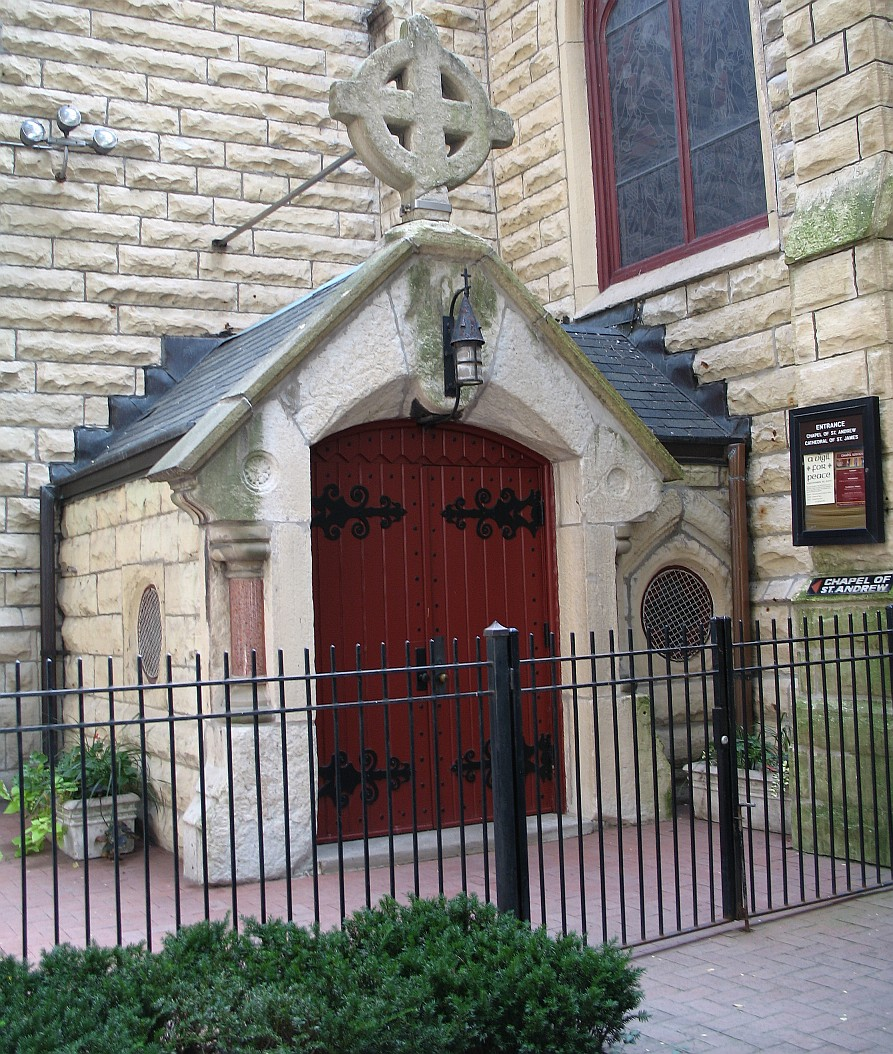
La chapelle Saint-André.

L'architecture de la cathédrale est marquée par une structure de style néogothique datant des années 1850-1870 dessinée par les architectes Edward J. Burling et William Backus. À cette structure initiale sont venus se greffer ultérieurement des éléments de style Arts & Crafts, notamment la charpente finement travaillée qui couvre l'ensemble du sanctuaire.
La façade, flanquée d'un clocher haut de 41 mètres édifié en 1857, est percée d'une baie ogivale largement reprise dans les années 1960. De cette époque date le vitrail moderniste représentant le « Christ-Roi ».
À l'entrée du sanctuaire, les fonts baptismaux sont l'œuvre du sculpteur Augusta Freeman, qui les réalisa en 1874. Elle réalisa cette œuvre en marbre de Carrare.

Autre réalisation importante, le mémorial aux victimes de la guerre de Sécession est une œuvre du sculpteur Frederick Withers. Il honore la mémoire des dix soldats issus de cette paroisse tombés au front durant cet épisode de l'histoire américaine.